# Coniopteryx arcuata
Coniopteryx arcuata là một loài côn trùng trong họ Coniopterygidae thuộc bộ Neuroptera. Loài này được Kis miêu tả năm 1965.